# 脚印

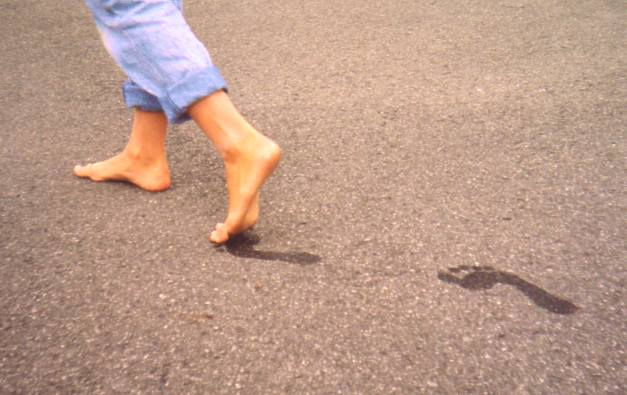
赤脚留下的脚印

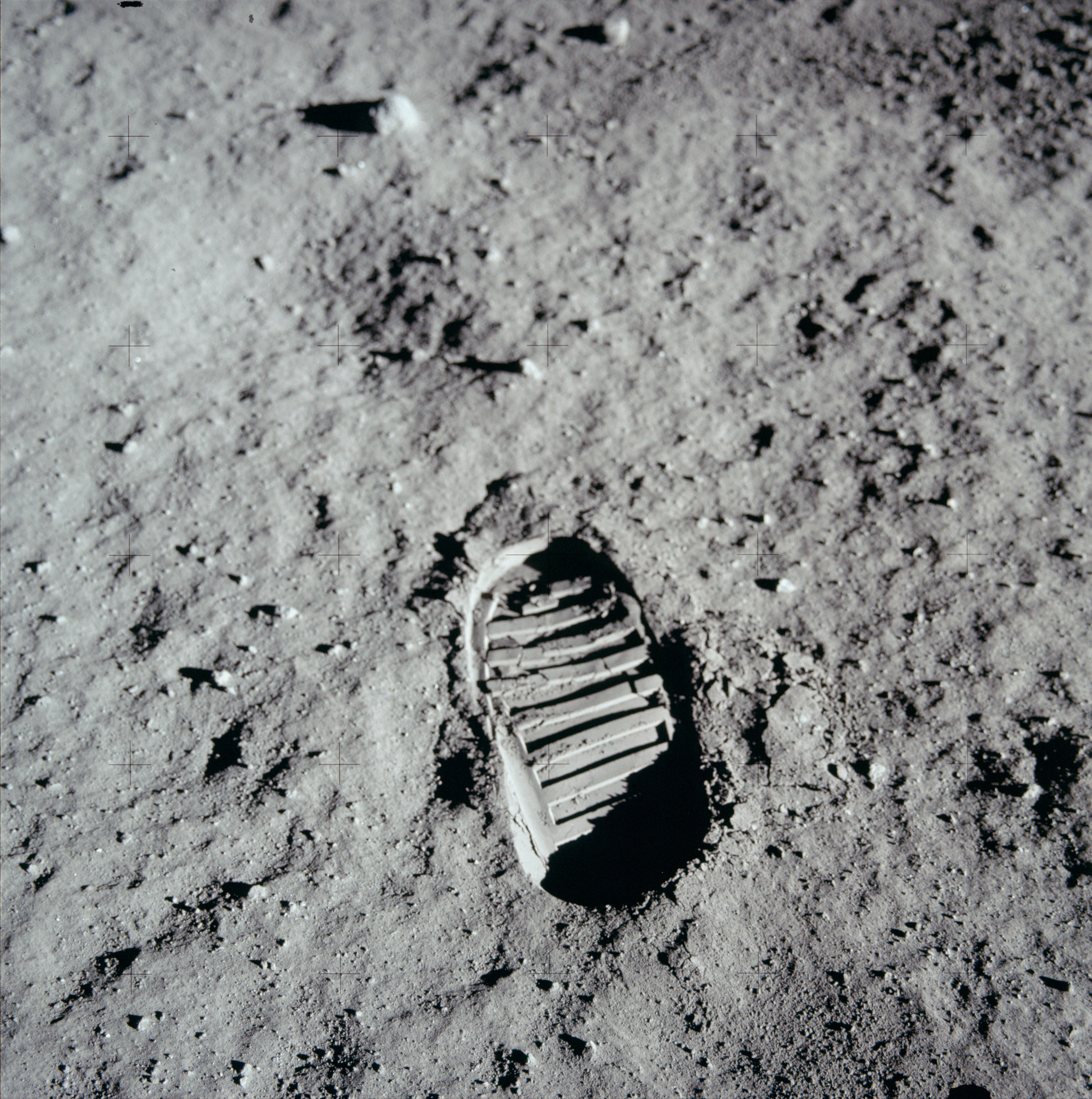
巴兹·奥尔德林在月球上留下的腳印

脚印是一个人走路或跑步時留下的脚的形狀的圖像以及痕跡。蹄印和爪印則是动物留下的帶有蹄或爪形狀的的痕迹，鞋印是鞋子踩到地面上後留下的凹痕，也可能是粘在鞋底表面上的东西。自1934年以来，脚印在美國可以作為呈堂證據。